# Saint-Roman-de-Codières
Saint-Roman-de-Codières – miejscowość i gmina we Francji, w regionie Oksytania, w departamencie Gard.
Według danych na rok 1990 gminę zamieszkiwały 134 osoby, a gęstość zaludnienia wynosiła 7 osób/km² (wśród 1545 gmin Langwedocji-Roussillon Saint-Roman-de-Codières plasuje się na 769. miejscu pod względem liczby ludności, natomiast pod względem powierzchni na miejscu 405.).